# Gabriel Mouton
Gabriel Mouton (* 1618 in Lyon; † 28. September 1694 ebenda) war ein französischer Astronom und Mathematiker.

## Leben
Mouton studierte Theologie in Lyon und war Geistlicher an der Kirche Saint Paul in Lyon. In seiner Freizeit befasste er sich mit Astronomie und Mathematik.
Mouton ist bekannt für den Vorschlag eines auf einer dezimalen Einteilung beruhenden Maßsystems in einem Buch von 1670. Ähnliche Vorschläge stammten von John Wilkins in England (1668) und Gottfried Wilhelm Leibniz in Deutschland (1673).
Mouton bezog sich auf die Messung des Erdumfangs durch Giovanni Battista Riccioli in Bologna. Ausgangspunkt war die Bogenminute des Meridian (1 milliare). Ein Tausendstel (virga) davon entsprach nach damaliger Kenntnis rund 2 m und war nahe an der damals häufig benutzten Längeneinheit Toise (rund 1,96 m). Für die eigentliche Messung schlug er ein Pendel vor. Die Periode eines Pendels hängt an einem Ort der Erde nur von der Länge des Pendels ab und eine Pendellänge von einem Zehntel virga (die virgula, rund 20 cm) entsprach 3959,2 Richtungswechseln in einer halben Stunde. Seine Vorschläge wurden damals positiv aufgenommen (Christian Huygens, Jean Picard, Unterstützung durch die Royal Society) und spielte eine Rolle in der Vorbereitung des Ende des 18. Jahrhunderts realisierten dezimalen Einheitensystems.
Sein Hauptwerk behandelt auch Methoden der Interpolation. Er erstellte auch Tafeln trigonometrischer Funktionen und baute selbst ein sehr genaues astronomisches Pendel. Als Astronom maß er den scheinbaren Sonnendurchmesser.

## Schriften
- Observationes diametrorum solis et lunae apparentium, 1670.